# 阿里亚纳阿富汗航空
阿里亚纳阿富汗航空有限公司（IATA：FG，ICAO：AFG），习惯简称为阿里亚纳航空，是阿富汗伊斯兰共和国最大的航空公司，同时也是代表阿富汗飞航国际航线的载旗航空公司。阿里亚纳阿富汗航空成立于1955年，是阿富汗境内成立时间最早，运营时间最长的航空公司。公司以喀布尔的哈米德·卡尔扎伊国际机场为其枢纽机场运营阿富汗的国内航线，此外还提供阿富汗与中国、德国、印度、伊朗、科威特、巴基斯坦、俄罗斯、沙特阿拉伯、塔吉克斯坦、土耳其等国之间的国际航线服务。公司由阿富汗政府全资拥有，总部位于阿富汗首都喀布尔西北部的沙利瑙（Shāre Naw）。阿里亚纳阿富汗航空自2006年10月之后被欧洲联盟列入禁止进入欧盟成员国领空的航空公司名单。

## 历史

### 早期情况

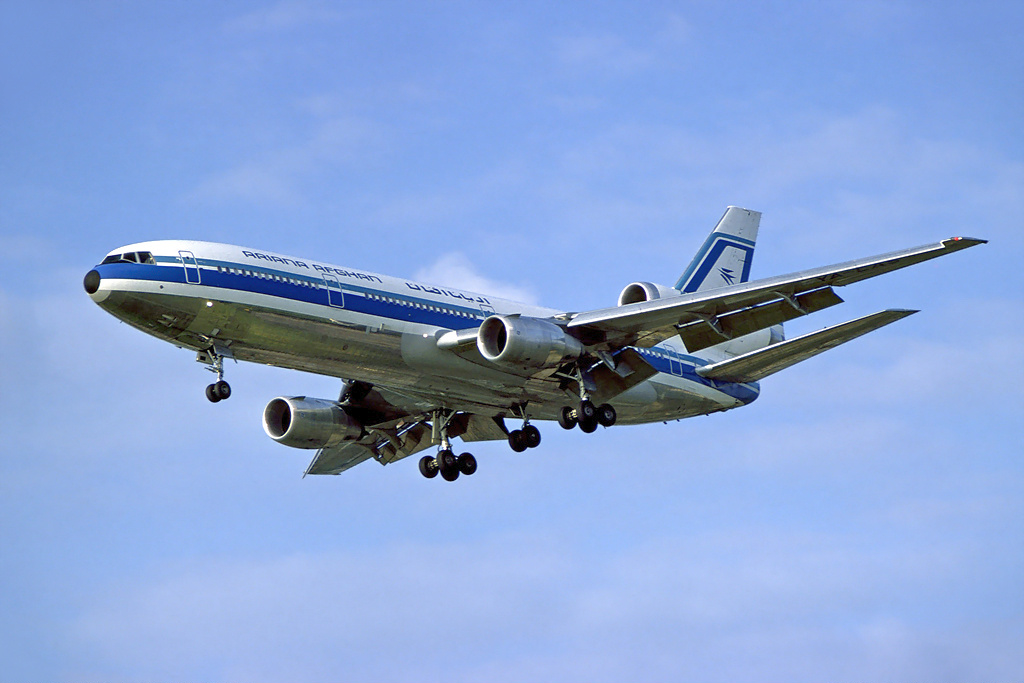
一架阿里亚纳阿富汗航空的麦道DC-10-30飞机在英国伦敦希斯罗机场降落，图片拍摄于1980年。1980年代中期苏联入侵阿富汗之后，其所属的飞机逐步出售。

阿里亚纳阿富汗航空创立于1955年1月27日。它是在位于印度孟买的印达美有限公司（Indamer Co. Ltd.）协助下成立的，成立初期称为阿里亚纳航空，印达美有限公司和当时的阿富汗政府各持有49%的公司资产。当时阿里亚纳航空拥有一个由三架道格拉斯DC-3飞机组建的机队，提供前往巴林、印度、伊朗和黎巴嫩的航空服务。1957年时，来自美国的泛美世界航空接手印达美公司所持的阿里亚纳航空49%的资产，成为其新股东。同年，阿里亚纳航空开通阿富汗境内的国内航线服务。1960年4月开始，由三架道格拉斯DC-3飞机组成的机队开始服务于由喀布尔至阿姆利则、德里、吉达和卡拉奇之间的国际航线以及一些阿富汗境内的国内航线，另外投入一架道格拉斯DC-4飞机开通喀布尔-坎大哈-德黑兰-大马士革-贝鲁特-安卡拉-布拉格-法兰克福的国际航线，即所谓的“马可波罗航线”。1960年代早期，在美国对阿富汗的经济援助中，有110万美元（相当于2015年时的900万美元）被用于阿里亚纳航空公司的运营。
1970年3月时，公司共有650名员工。这时机队经过不断扩充，拥有一架波音727-100C、一架康維爾CV-440、一架道格拉斯DC-3和两架道格拉斯DC-6飞机，公司以这些飞机致力于服务中东地区、印度、巴基斯坦、苏联航线，以及伊斯坦布尔、法兰克福和伦敦方向的航线。在1967年时，阿里亚纳航空运营的阿富汗国内航线被单独划分出来，由阿富汗政府新组建的巴赫塔祖国航空负责运营。
1979年10月上旬，阿里亚纳航空引进一架麦道DC-10-30飞机，这是在机队服役的第一架宽体客机。1985年3月，机队引进一架麦道DC-10和两架波音727-100C 。在1980年代中期，苏联－阿富汗战争期间，因苏联方面欲用苏联产图波列夫 图-154客机作为替代机型而施以的压力，阿里亚纳航空被迫将旗下的麦道DC-10客机出售给英国金狮航空。1985年10月，阿里亚纳航空接管了阿富汗国内另一家航空公司——巴赫塔航空，成为了阿富汗国内新的国家航空公司 。1986年，巴赫塔航空订购了两架图-154M飞机，飞机于1987年4月交付使用。1988年2月，巴赫塔航空被合并至阿里亚纳航空旗下，从而使得阿里亚纳航空成为一家可同时提供短途和长途航线服务的公司。

### 塔利班首次统治阿富汗时期
1989年阿富汗与苏联之间的战争结束，随后穆罕默德·纳吉布拉政权倒台，1996年塔利班攻入并掌控了喀布尔，取得了阿富汗政权。塔利班在阿富汗执政期间，遭受到了来自国际领域大量的经济制裁。贯穿于整个1990年代，国际制裁及塔利班政权对公司运作的控制，对阿富汗国内许多航空公司的国际航线运营和公司的经济健康情况造成了毁灭性的影响。阿里亚纳航空的机队被削减到仅保留有少量俄罗斯和乌克兰产的安-26、雅克-40以及三架波音-727，这些飞机被用于阿富汗最长的国内航线运营。1996年10月，巴基斯坦在其境内的卡拉奇为阿富汗提供了一个临时的运营和维修中心。受到国际制裁导致阿里亚纳航空没有任何境外资产，其在阿富汗境外的业务仅有一条飞往阿拉伯联合酋长国迪拜的国际民用航线和一些飞往中国西部地区的货运航线。然而，随着联合国安理会于1999年10月15日通过第1267号决议，根据决议实施的制裁迫使航空公司暂停了全部境外业务，其后于2001年11月暂停了全部业务。
据《洛杉矶时报》报道：
在塔利班的庇护下，本拉登事实上已经绑架了阿富汗的国家航空公司阿里亚纳航空。四年中，根据美国的助手和流亡的阿富汗官员所述，阿里亚纳的客运飞机不断地通过阿联酋和巴基斯坦运送伊斯兰武装分子、武器装备、现金和鸦片。本拉登的基地组织恐怖分子网络通过提供虚假的阿里亚纳航空身份证明而在中东地区的机场当中自由进出。
根据接受《洛杉矶时报》采访的人描述，维克多·布特为航空公司的运作提供了帮助。。

### 阿富汗戰爭时期

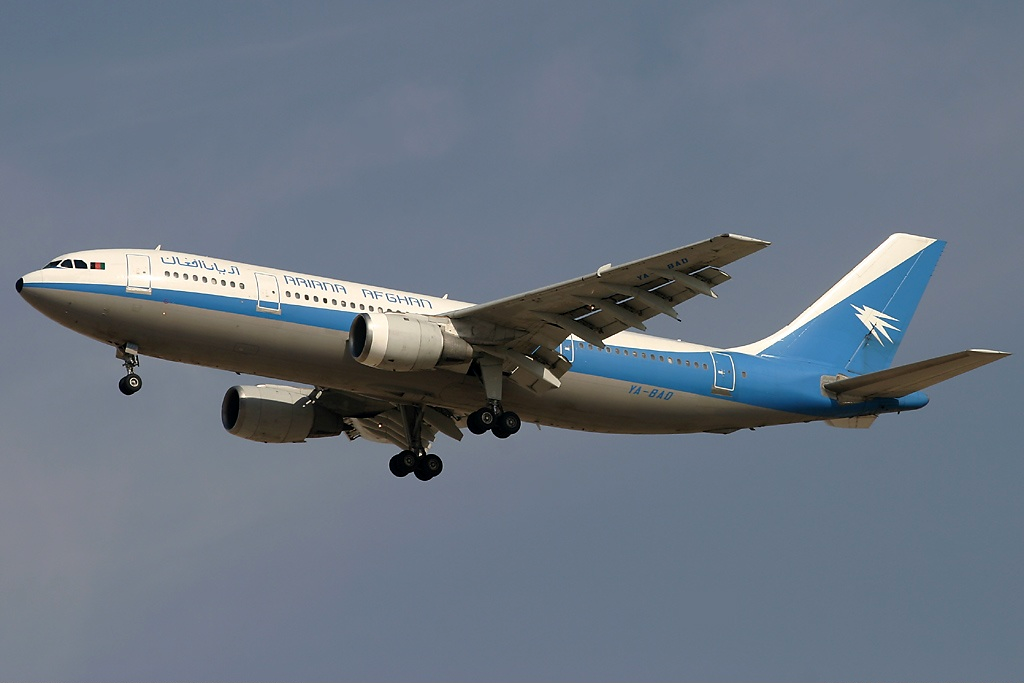
一架注册编号为YA-BAD的阿里亚纳阿富汗航空空客A300B4-200型飞机正在迪拜国际机场降落过程中，拍摄于2004年。这架飞机已经由于超期服役于2007年3月在伊斯坦布尔阿塔图尔克国际机场退役报废。

在经过持久自由军事行动推翻塔利班政权之后，阿里亚纳航空自2001年12月开始恢复其业务。大约一个月之后，联合国的相关国际制裁取消，阿富汗的航空公司被允许可以重新运营国际航线。2002年时，印度政府将印度航空的三架空客A300飞机作为礼物捐赠给阿里亚纳航空。阿里亚纳航空自1999年之后的第一个国际航班于2002年1月降落于印度德里的英迪拉·甘地国际机场，此后分别于同年6月和10月分别恢复了至巴基斯坦和德国的国际航线。2005年时，印度签署了一份与阿富汗的航空合作协议，印度航空负责为阿里亚纳航空培训50名工作人员。

### 欧盟禁航
由于阿里亚纳航空不符合欧盟的相关安全法规规定，自2006年3月开始，其飞机禁止飞入欧盟领空，欧盟委员会只允许阿里亚纳航空旗下一架在法国注册的空客A-310飞机可以在其成员国领空内飞行，而同年10月之后其所有飞机均被欧洲联盟列入禁止进入欧盟成员国领空的航空公司名单。该禁令在随后于2009年和2010年3月的两次“黑名单”更新后都再次被确认延续。2010年11月，所有在阿富汗注册的飞机都禁止飞入欧盟领空。在随后的2012年4月、2012年12月、2013年7月 、2013年12月、2014年4月、2014年12月、2015年6月以及2015年12月的历次“黑名单”更新中，阿里亚纳航空均被列入其中。

### 塔利班再次執政時期
因塔利班於2021年攻入喀布爾並再次奪取政權，阿里亚纳阿富汗航空所有航班曾一度取消。直至同年9月，此航空公司才恢復國內線航班運作。

## 航点
截至2023年9月，阿里亚纳阿富汗航空共在阿富汗境内5座机场和境外8座机场之间提供航空服务，其中大部分都是以喀布尔的哈米德·卡尔扎伊国际机场为中心的辐射航线。

## 机队

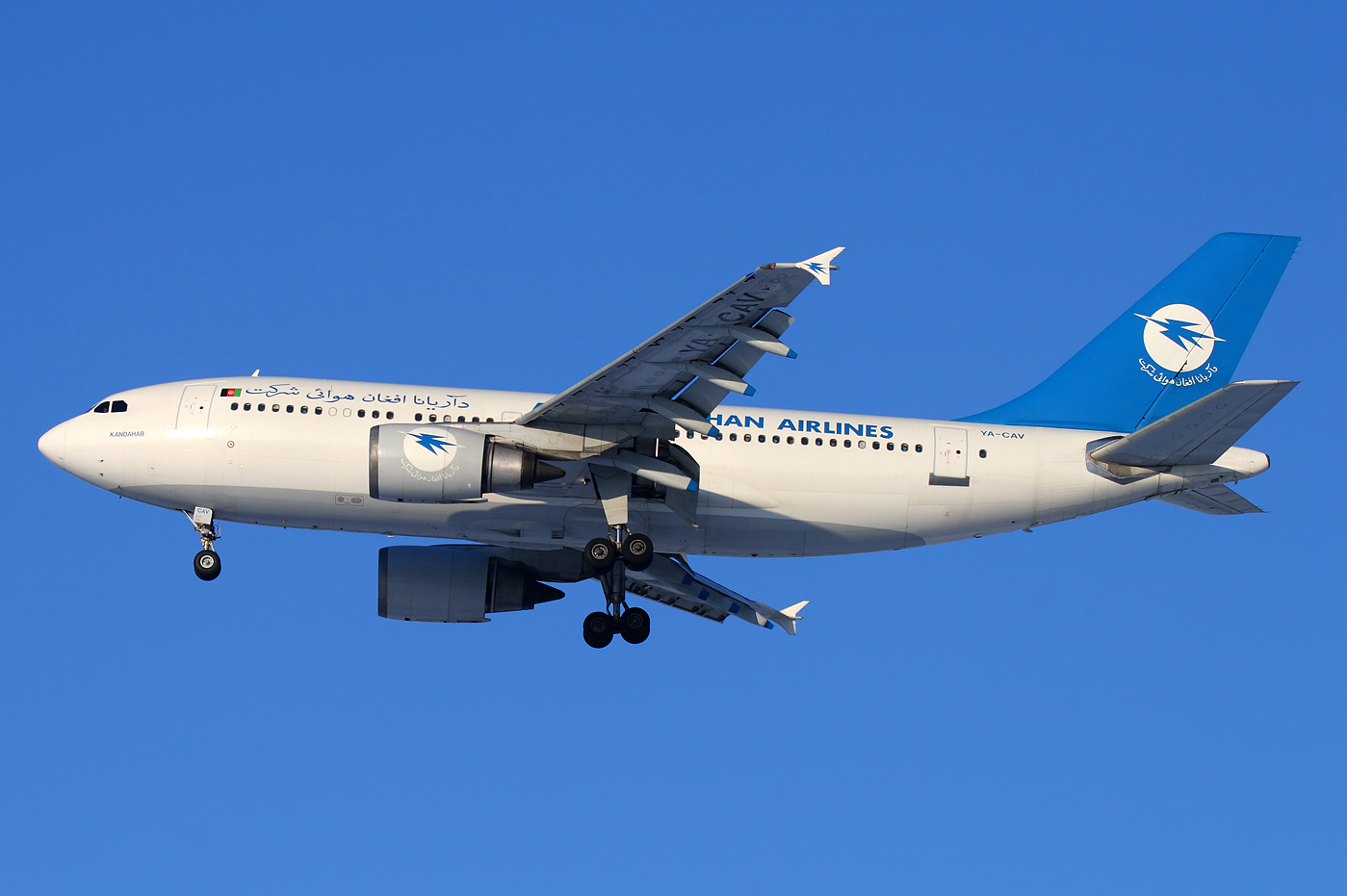
阿里亚纳阿富汗航空的空客A310-300客机。

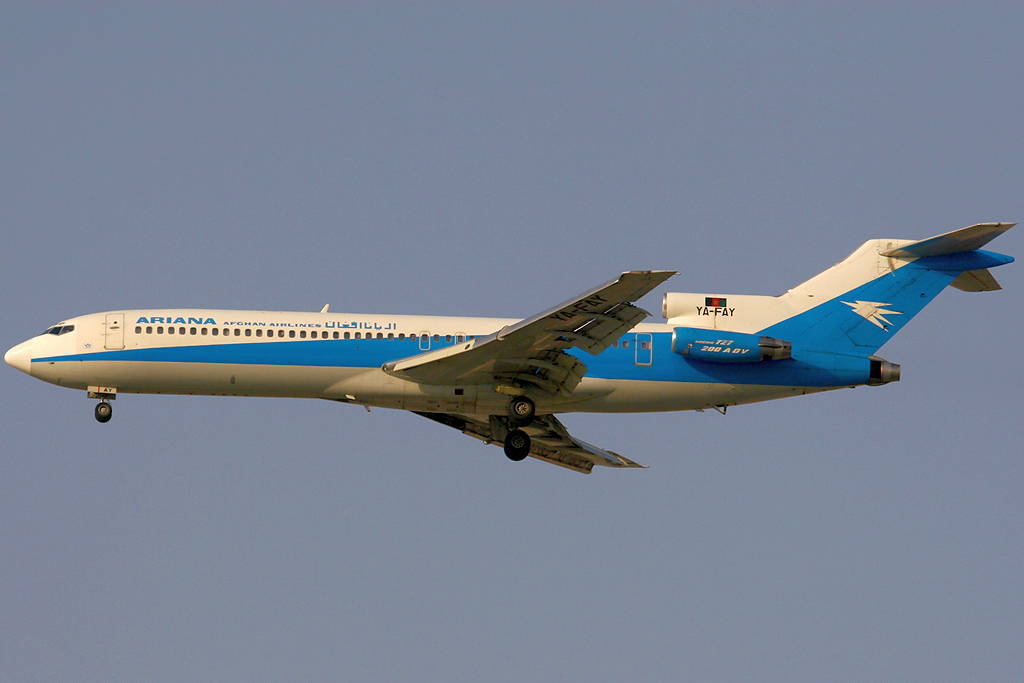
前阿里亚纳阿富汗航空的波音727-200先进型客机。

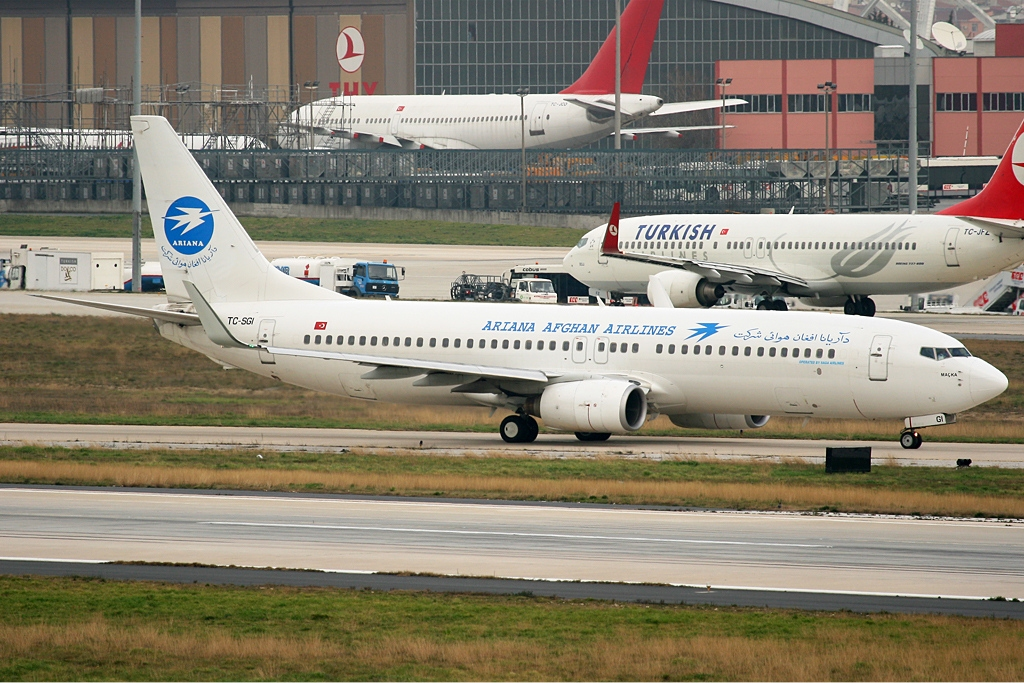
前阿里亚纳阿富汗航空的波音737-800飞机。

### 现役机队
截至2024年3月，阿里亚纳阿富汗航空机队包括以下飞机：

### 历史机队
阿里亚纳阿富汗航空的机队在其运营历史上曾经拥有以下型号的飞机：
- 空中巴士A300B4
- 空中巴士A310-200
- 空中巴士A320-200 [55]
- 空中巴士A321-100
- 安托諾夫An-12BP
- 安托諾夫An-12T
- 安托諾夫An-24
- 安托諾夫An-24B
- 安托諾夫An-24RV
- 安托諾夫An-26
- 安托諾夫An-26B
- 波音707-120B
- 波音707-320C
- 波音720B
- 波音727-100C[11][56]
- 波音727-200
- 波音727-200F
- 波音737-300
- 波音737-800
- 波音747-200B
- 波音757-200
- 肯韦尔CV-440
- 道格拉斯C-47
- 道格拉斯C-47A
- 道格拉斯C-54B
- 道格拉斯C-54G
- 道格拉斯DC-4
- 道格拉斯DC-6A
- 麥克唐納-道格拉斯DC-10-30
- 圖-134
- 圖-154B
- 圖-154M
- 雅克列夫 雅克-40

## 航空事故及事件
根据航空安全网的不完全统计，截至2012年12月，阿里亚纳阿富汗航空一共在13起航空事故当中报废了19架飞机。其中有7起事故是致命的，共造成154人死亡。下方列表仅列出造成人員死亡或飞机报废的航空事故。

## 延伸阅读
- . BBC News. 9 February 2008  [2008-02-10]. （原始内容存档于2008-02-13）.